# サキャ県
サキャ県（サキャけん、チベット語：ས་སྐྱ་རྫོང་།、チベット語ワイリー転写：sa skya rdzong、中国語簡体字：萨迦县、中国語繁体字：薩迦県）は中華人民共和国チベット自治区シガツェ市の県の一つ。県名はチベット語で「灰白土」の意。県政府所在地はサキャ鎮（薩迦鎮）。

## 行政区画
2鎮、9郷を管轄：
- 鎮：サキャ鎮（薩迦鎮）、吉定鎮
- 郷：雄麦郷、麻布加郷、雄瑪郷、扎西崗郷、扯休郷、賽郷、拉洛郷、査栄郷、木拉郷

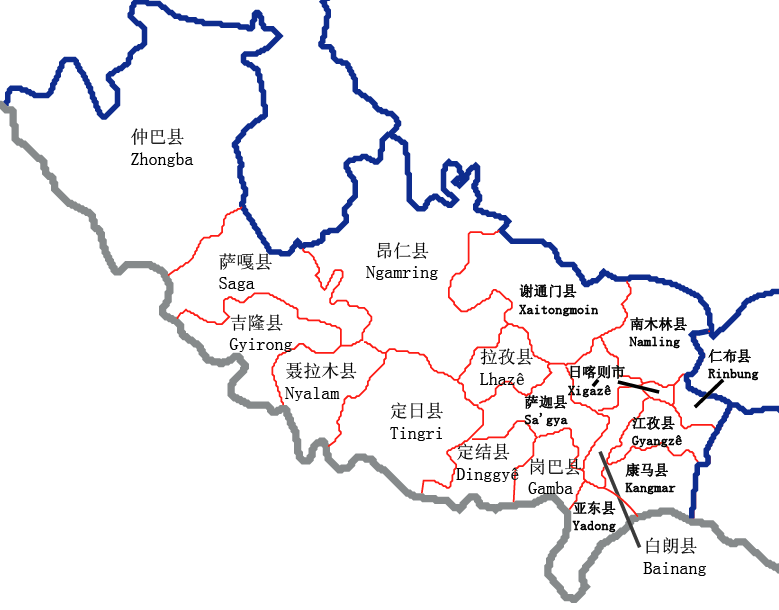
シガツェ地区の行政区画

## 文化
- サキャ寺（萨迦寺）：全国重点文物保護単位に指定されているチベット仏教の大寺院。1073年、コン氏のコンチョク・ギェンポが創建したサキャ派の総本山[1]である。
- 剛欽寺（刚钦寺）

## 観光
- 卡吾法王温泉：チベット仏教サキャ派法王や高僧が700年以上前から沐浴していたと伝わる。
- 冲拉山展望台：サキャ市街から北西15kmにある。

## 交通

### 道路
- 国道
  - G318国道

サキャ県
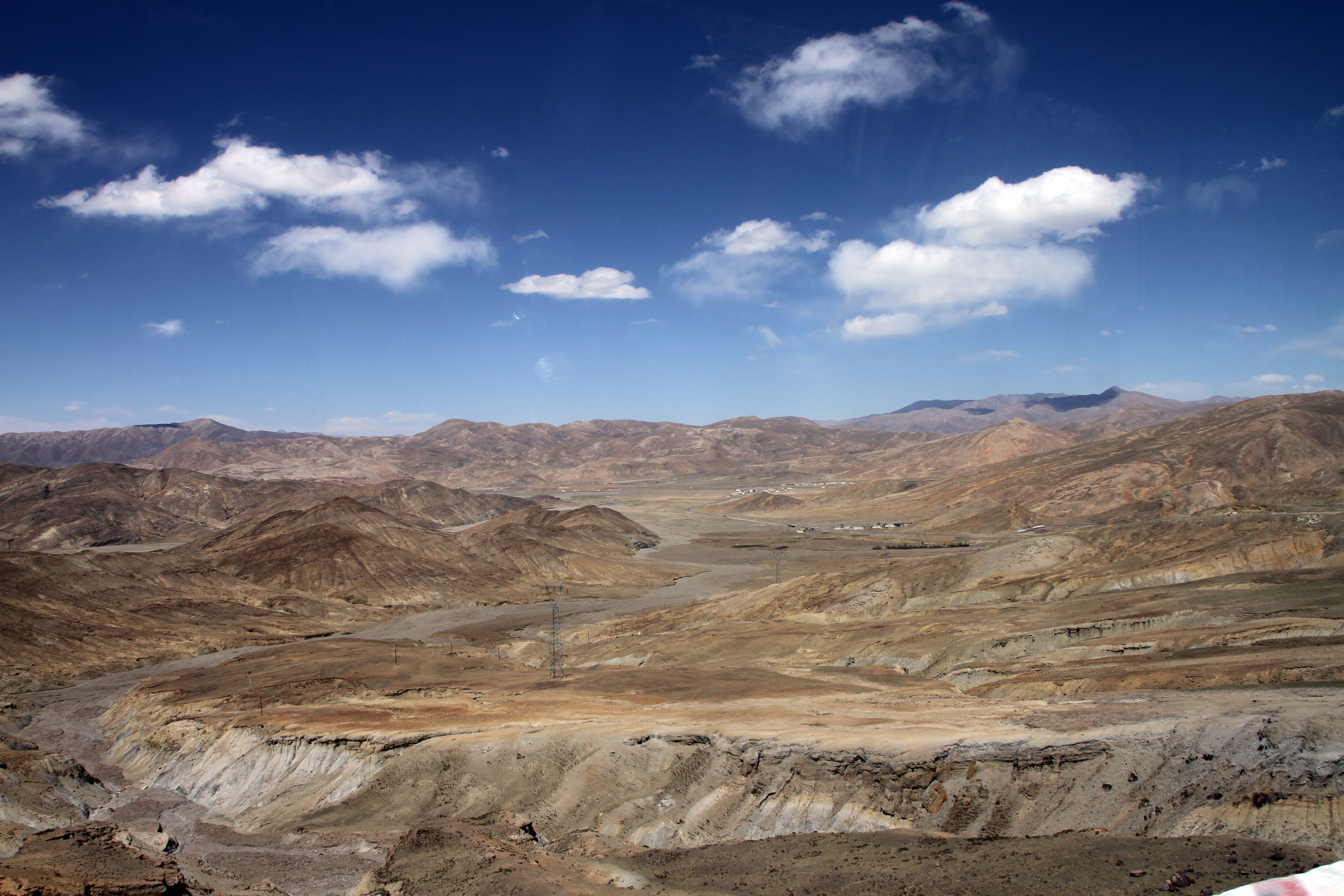
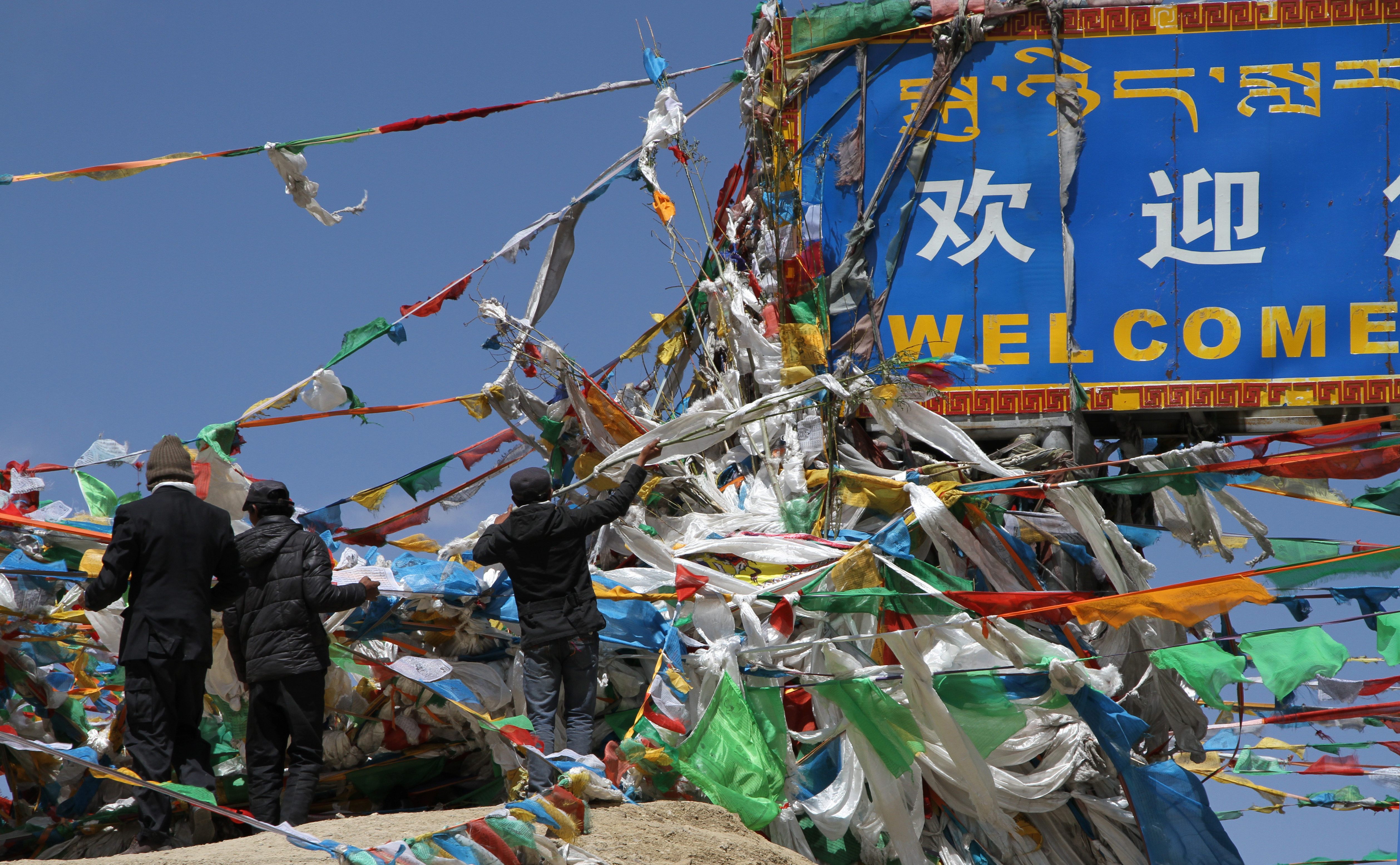
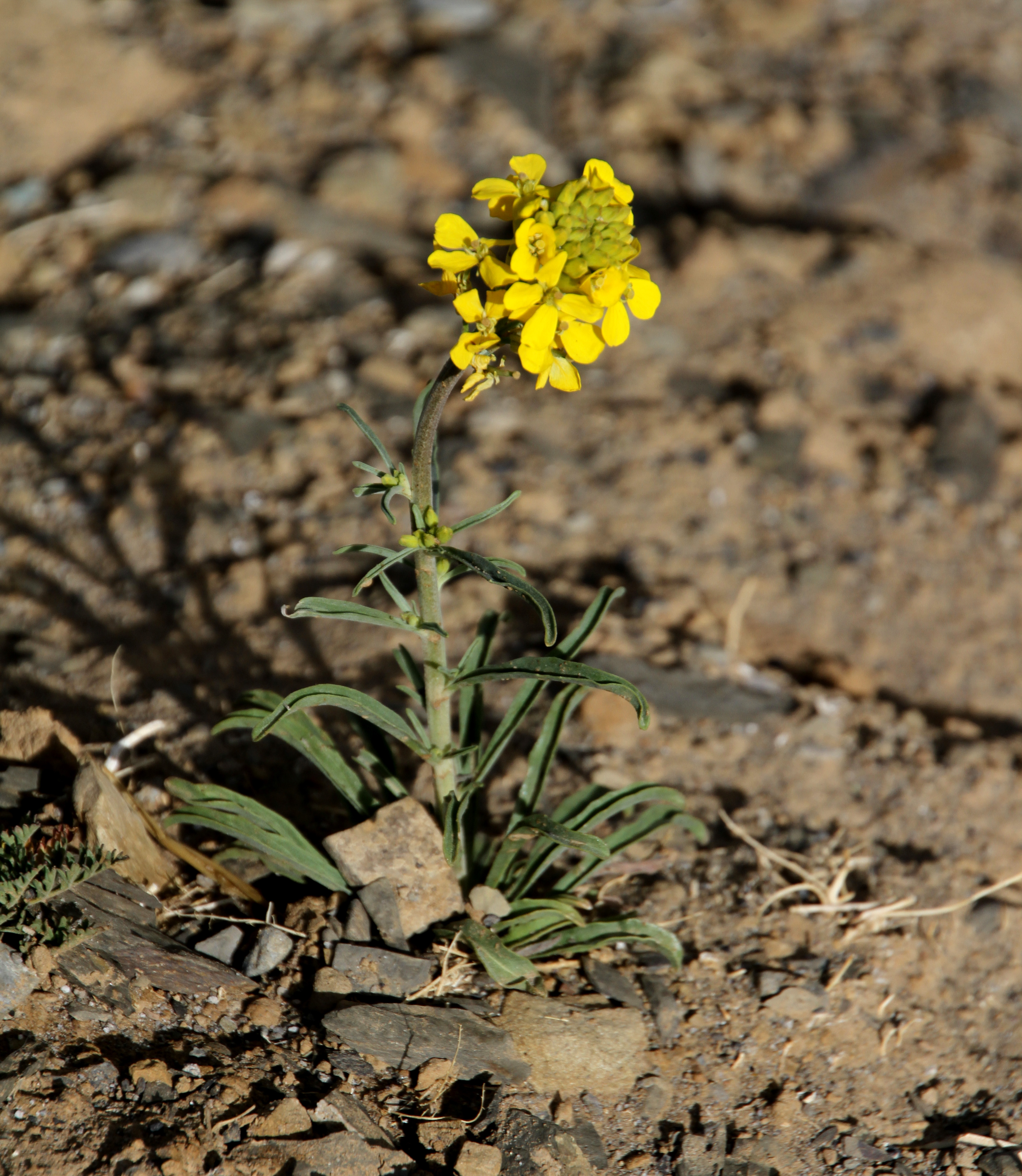
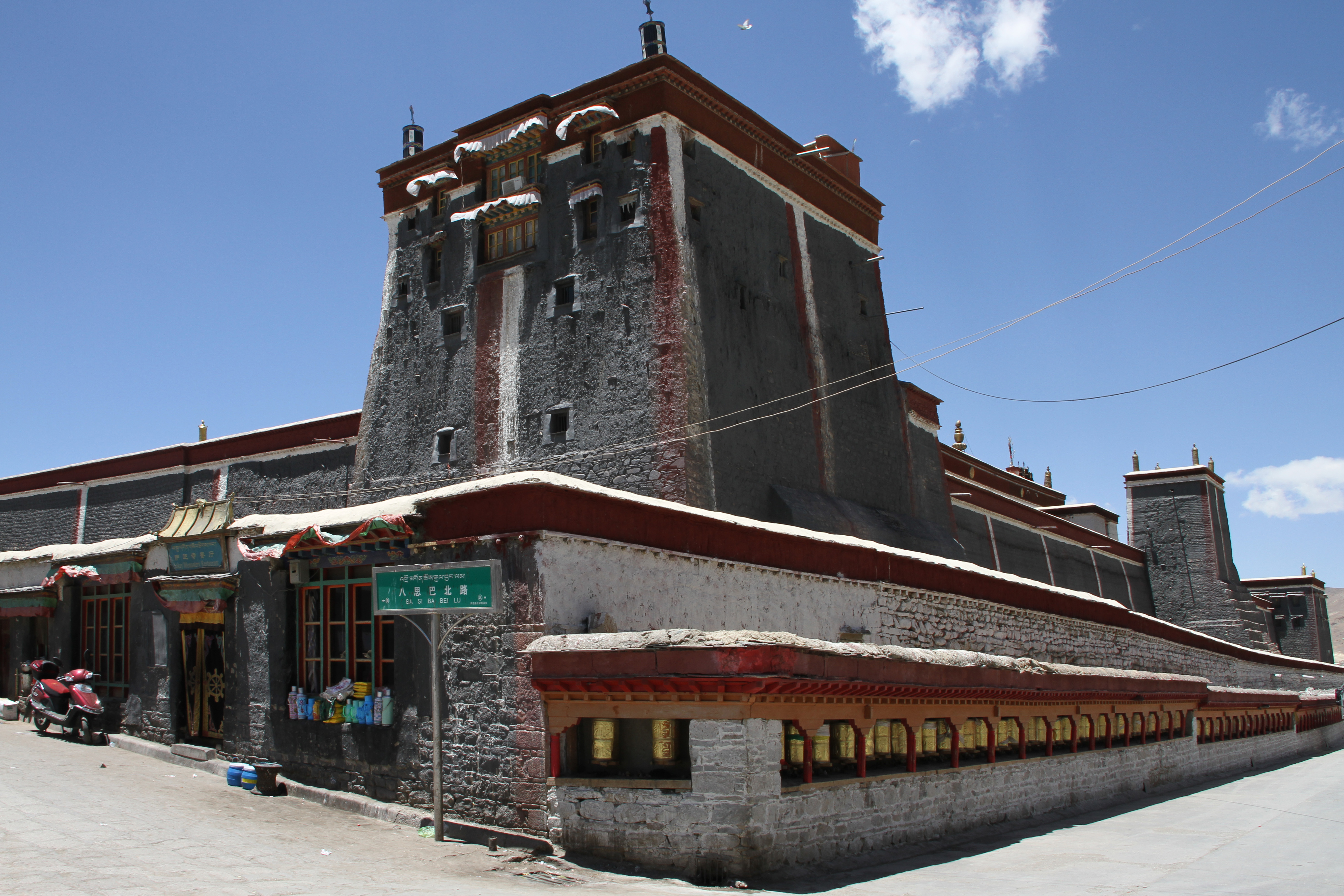
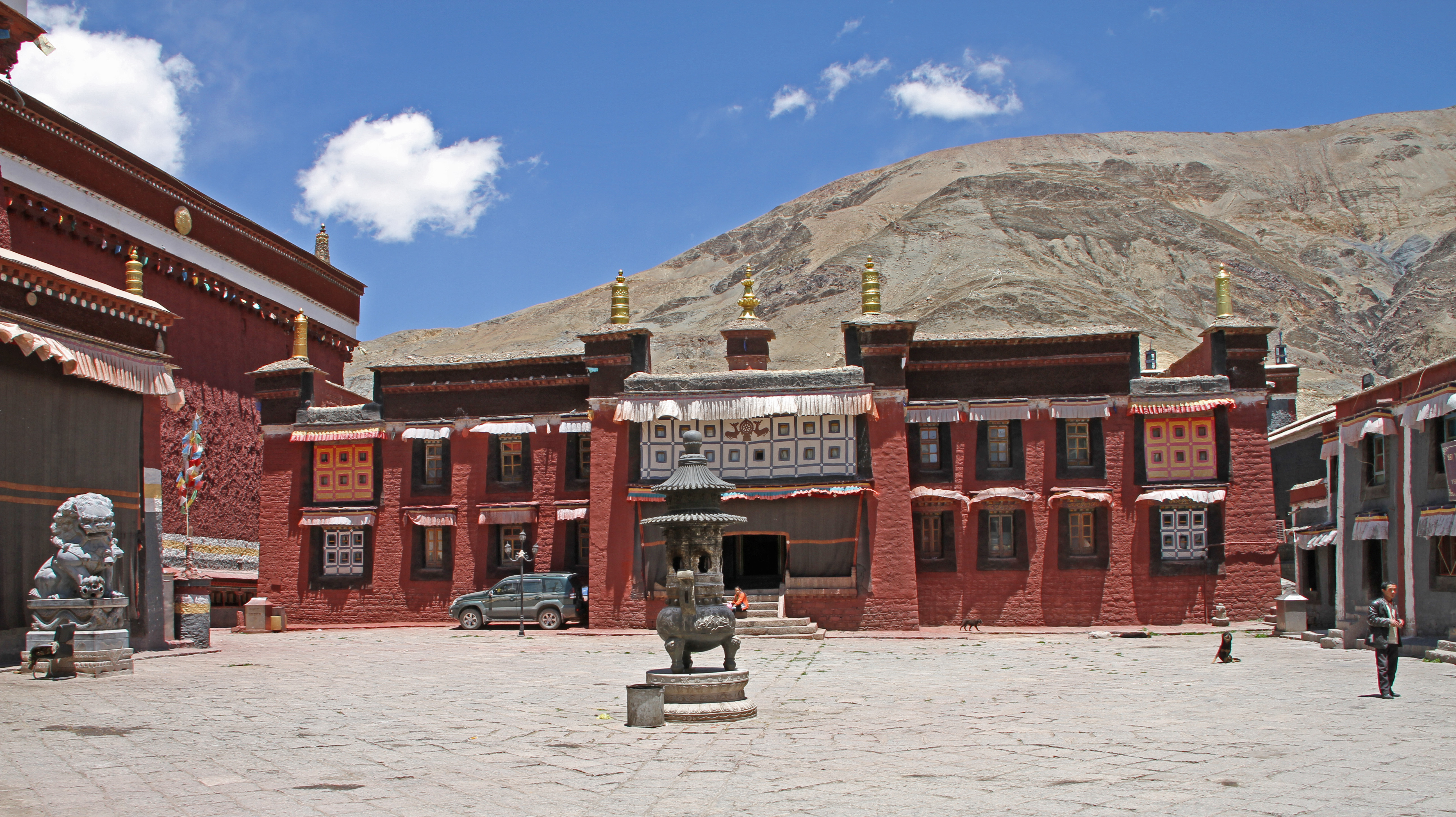
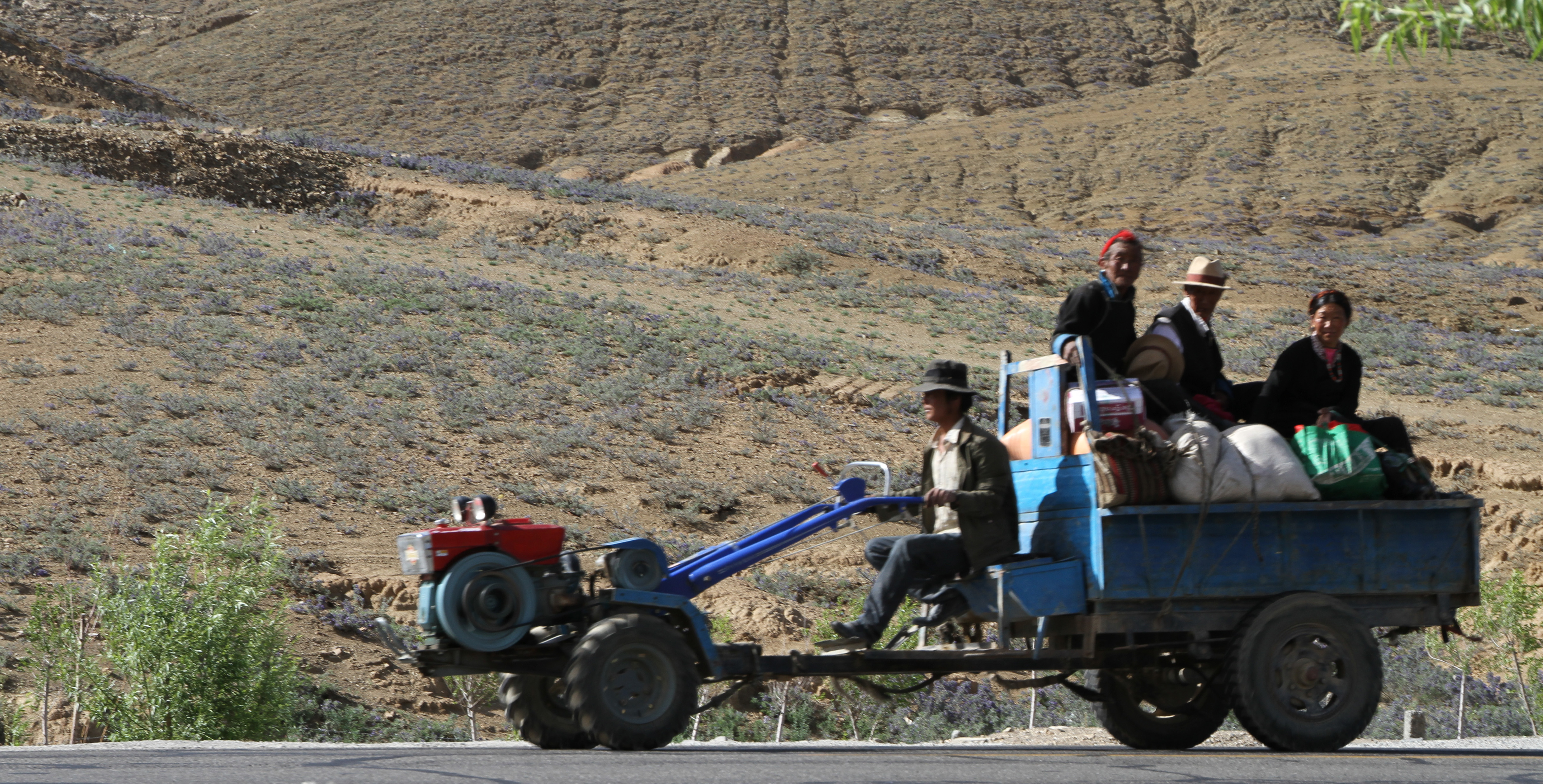